# 梅萨 (卢瓦雷省)
梅萨（法語：Messas）是法国卢瓦雷省的一个市镇，位于该省西部，属于奥尔良区。该市镇总面积5.21平方公里，2009年时的人口为877人。

## 人口
梅萨人口变化图示